# Sebastián Ayala
Sebastián Ayala Alveal (Valparaíso, 8 de junio de 1988) es un actor y director de teatro chileno, reconocido por protagonizar la serie nocturna El reemplazante (2012) y también por la película La pasión de Michelangelo (2013). Estuvo presente también en el filme Jesús, estrenado en octubre de 2017.

## Filmografía

### Actor
- El silencio en las palabras (2010)
- La pasión de Michelangelo (2013)
- Más allá de la ciudad (2013)
- Caleta de rabia (2013)
- Desastres naturales (2014)
- A la orilla (2014)
- Demonios clandestinos (2015)
- Arder (2016)
- Mala junta (2017)
- Jesús (2017)
- El príncipe (2019)
- Es la noche el desamparo (2019)
- El Dani (2018)
- Mis hermanos sueñan despiertos (2020)

### Director
- Anqas (2013)
- El Dani (2018)
- La isla de las gaviotas (2021)

### Guionista
- Anqas (2013)
- Serie TV Taller de video (2016)
- El Dani (2018)
- La isla de las gaviotas (2021)

### Series
- El reemplazante (2012-2013)
- Cronistas (2015)
- Bala loca (2016)
- Irreversible (2017)
- Vidas en riesgo (2017)
- Los Espookys (2020)
- Héroes invisibles (2020)
- Off the record (2021)
- Casado con hijos (2023)

## Teatro

### Actor
- Agorafobia (2015)
- De Rokha (2015)
- Salomé (2016)
- Romeo y Julián (2017-2019)
- La corrupta (2018-2019)
- Tirándo la pelá (2020-2021)
- Yeguas sueltas (2023-2025)

### Dramaturgo y Director
- Colgadas de Peñalolén (2012)[2][3]
- Brian, el nombre de mi país en llamas (2012)
- Agorafobia (2015)
- El Fuego que llevamos dentro.  Por la memoria de Nicole Saavedra Bahamondes (2021)

### Productor
- Colgadas de Peñalolén (2012)
- Mosaico de pescadores (2012-2013)
- Brian, el nombre de mi país en llamas (2012)
- Agorafobia (2015)
- Tirándo la pelá (2020)
- El Fuego que llevamos dentro.  Por la memoria de Nicole Saavedra Bahamondes (2021)

## Premios
- Premio Pedro Sienna (2013) - Mejor Interpretación Protagónica Masculina por La pasión de Michelangelo.
- Mejor actor, Festival FANCINE, Málaga España (2013)
- Mejor cortometraje, Competencia FILMA en BIOBIO, Festival Internacional de Cine de Lebu (2018)

Nominaciones
Premios altazor (2014) - Mejor actor- Largometraje La pasión de Michelangelo
- Premios Altazor (2013) - Mejor Actor Televisión por El reemplazante.